# H (Schiff)
Das Schiff H war ein Hilfsschiff der Kaiserlichen Marine, das im Ersten Weltkrieg als U-Boot-Falle mit dem Einsatzgebiet Ostsee zur U-Boot-Bekämpfung und zum Schutz deutscher Geleitzüge nach Schweden eingesetzt wurde.

## Vorgeschichte
Bald nach Kriegsausbruch 1914 wurde deutscherseits den verantwortlichen Stellen die Bedeutung der schwedischen Erzzufuhr über die Ostsee bewusst. Da die russische Flotte trotz ihrer numerischen Überlegenheit weitgehend inaktiv in ihren Stützpunkten verharrte, gewann der Kleinkrieg, geführt hauptsächlich durch U-Boote und weniger durch Zerstörer, eine immense Bedeutung. Die Briten hatten zur Unterstützung ihrer russischen Verbündeten bis 1916 insgesamt zehn U-Boote der C- und E-Klasse in die Ostsee entsandt, die der deutschen Schifffahrt aber auch der Kaiserlichen Marine größere Verluste beibrachten.
Um die U-Boote effektiver bekämpfen zu können, führte die Marine am 7. April 1916 das Geleitzugsystem ein und schützte die Handelsschiffe durch Küstentorpedoboote, hauptsächlich der A-II- und A-III-Klassen, Hilfsschiffe und die Möglichkeit in (neutralen) schwedischen Hoheitsgewässern fahren zu dürfen.

## Schiff H
Das Hilfsschiff H wurde ursprünglich 1901 bei der AG Neptun Rostock als Frachtdampfer Hermann für die Reederei H. Schuldt Flensburg erbaut und am 10. Oktober 1901 in Dienst gestellt. Im Dezember 1905 übernahm die Ozean Dampfer AG das Schiff. Ab dem 4. August 1914 wurde die Hermann als Kohlenschiff 23 von der Kaiserlichen Marine übernommen. Anfang 1916 wurde der Umbau zum Handelsschutzschiff bzw. U-Boot-Falle durchgeführt und das Schiff am 27. April 1916 als Schiff H der I. Handelsschutz-Flottille in der Ostsee zugeteilt, wo es in Geleitzügen unter dem Kommando von Kapitänleutnant d. R. Karl Hoffmann als U-Boot-Sicherung fuhr. Schiff H ging schon auf der ersten Fahrt verloren.

## Verlust
Am 13. Juni 1916 begleitete die H ein deutsches Lulea-Geleit, bestehend aus zehn Erzdampfern und drei Vorpostenbooten, entlang der schwedischen Küste. Für denselben Tag hatte die russische Baltische Flotte einen Handstreich gegen die deutsche Erzzufuhr geplant. Dazu liefen zwei Kampfgruppen aus, welche die deutschen Geleitwege absuchen und aufrollen sollten. Die erste Gruppe bestand aus den drei neuen und großen Zerstörern Nowik, Grom und Pobetitel unter dem Befehl von Konteradmiral Koltschak, die zweite aus dem Panzerkreuzer Rurik, den Geschützten Kreuzern Oleg und Bogatyr sowie acht älteren großen Zerstörern der Ukraina-Klasse.
Die erste Gruppe, bestehend aus den drei neuen Zerstörern, traf am Abend des 13. Juni in der Nähe der Insel Gotland südöstlich von Oxelösund auf das deutsche Geleit. Der Geleitzugführer, Leutnant zur See der Reserve Blickert, befahl den Dampfern, sich in schwedische Hoheitsgewässer zu begeben, und ließ Nebelbojen werfen. In der einsetzenden Dunkelheit überschätzte der russische Befehlshaber die Stärke der deutschen Geleitsicherung (drei Vorpostenboote mit jeweils nur einem 8,8-cm-Geschütz) und brach das Gefecht ab. Es waren auf beiden Seiten keine Treffer erzielt worden und sämtliche verschossenen Torpedos verfehlten ihre Ziele.
Im Abdrehen stießen die russischen Zerstörer auf einen vermeintlichen Nachzügler: die H, die sich auf ihrem ersten Einsatz befand. Gegen die drei Kriegsschiffe hatte der umgebaute Dampfer mit einer nur schlecht ausgebildeten Besatzung keine Chance. Nach einstündigem Gefecht und einem Torpedofangschuss des Zerstörers Grom sank die U-Boot-Falle unter Verlust von 29 Mann auf Position 58° 30′ N, 17° 20′ O. Die Novik rettete sieben Schiffbrüchige, der Rest wurde von den deutschen Schiffen aufgenommen.